# Amtsgericht Ars a. M.

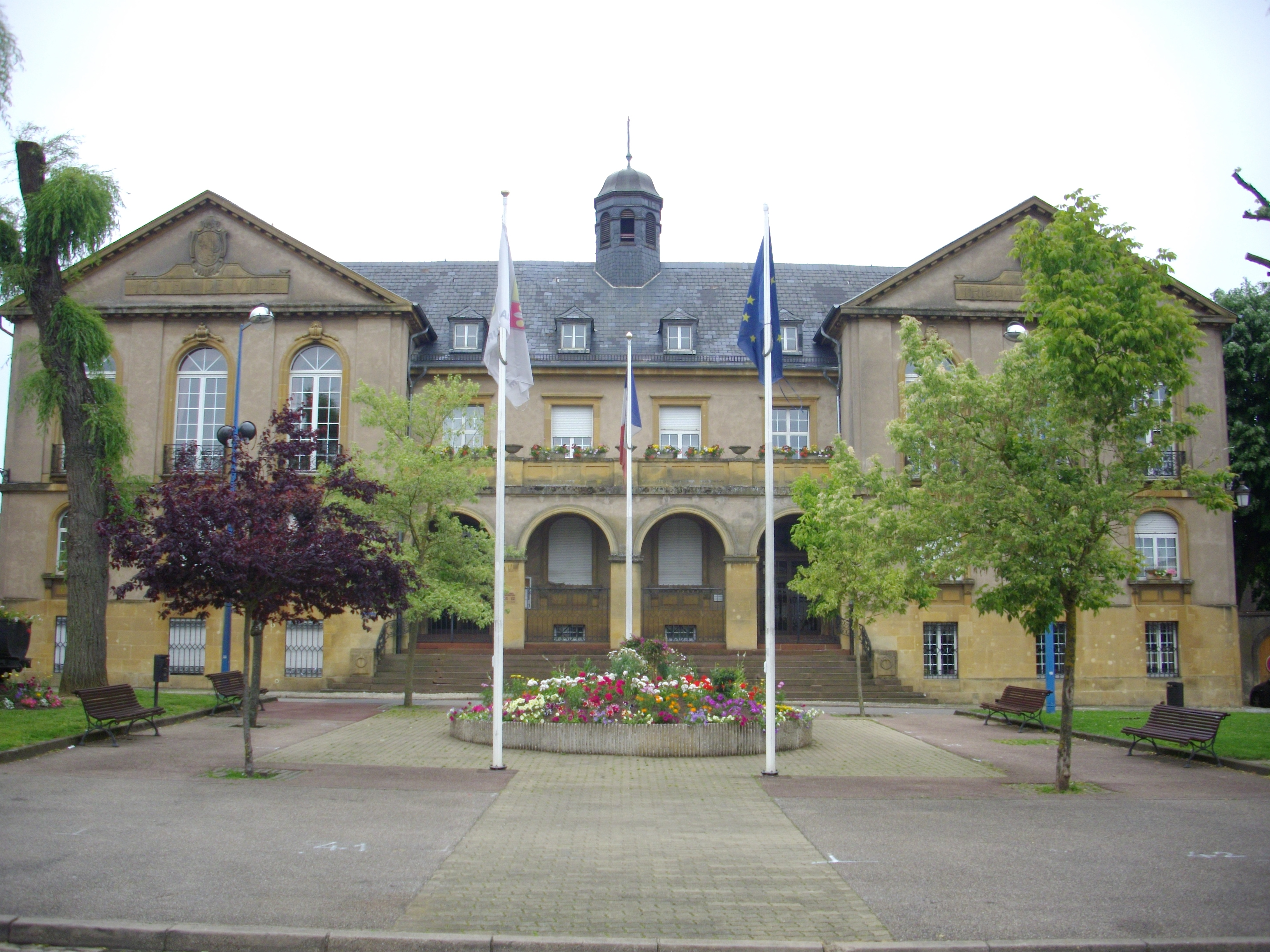
Rathaus und Gerichtsgebäude

Das Amtsgericht Ars a. M. (auch Amtsgericht Ars an der Mosel oder Amtsgericht Ars a. d. Mosel) war ein deutsches Amtsgericht mit Sitz in Ars an der Mosel in den Jahren 1879 bis 1918.

## Geschichte
Ars an der Mosel war Sitz eines französischen Friedensgerichts. Nach der Abtretung Elsass-Lothringens im Frieden von Frankfurt an das Deutsche Reich 1871 wurde die Gerichtsstruktur mit dem Gesetz, betreffend Abänderung der Gerichtsverfassung vom 14. Juli 1871 und der Ausführungsbestimmung hierzu vom gleichen Tag neu geregelt. Dabei wurden die Friedensgerichte beibehalten.
Im Rahmen der Reichsjustizgesetze wurden 1879 die Friedensgerichte im Reichsland Elsass-Lothringen aufgehoben und Amtsgerichte gebildet. Das Amtsgericht Ars a. M. war dem Landgericht Metz nachgeordnet.
Am Gericht bestand 1880 eine Richterstelle. Das Amtsgericht war ein kleines Amtsgericht im Landgerichtsbezirk. Gerichtstage wurden in Gorze gehalten.
Der Gerichtsbezirk umfasste 1895 den Kanton Ars a. M. mit 142 Quadratkilometern und 13.874 Einwohnern und 18 Gemeinden.
Mit der Verordnung über den Sitz und die Bezirke der Amtsgerichte vom 3. April 1909 gingen die Gemeinden Lorry-Mardigny und Marieulles aus dem Sprengel des Amtsgerichts Metz in den Sprengel des Amtsgerichts Ars a. M. über.
Nach der Abtretung Elsass-Lothringens an Frankreich nach dem Ersten Weltkrieg wurde das Amtsgericht Ars a. M. als „Tribunal cantonal d'Ars-sur-Moselle“ weitergeführt. Im Zweiten Weltkrieg wurde 1940 von der deutschen Besatzungsmacht die vorgefundene Gerichtsstruktur unter Verwendung deutscher Ortsnamen und Behördenbezeichnungen, hier also wieder als Amtsgericht Ars a. M., fortgeführt.

## Gerichtsgebäude
Das Amtsgericht und das Rathaus waren im gleichen Gebäude (heutige Adresse: 1 Place Franklin Roosevelt) untergebracht.